# نیو ریچموند، کبک
نیو ریچموند (به فرانسوی: New Richmond) شهرکی در منطقه شهری بونوانتور ناحیه گاسپزی-ایل-دو-لا-مادلن در استان کبک کانادا است. در سرشماری سال ۲۰۱۱ این شهرک ۳٬۸۰۵ نفر جمعیت داشته‌است و مساحت آن ۱۶۸٫۶۳ کیلومتر مربع است.